# Jaroslawski Motorny Sawod
Koordinaten: 57° 38′ 50,9″ N, 39° 50′ 13,3″ O

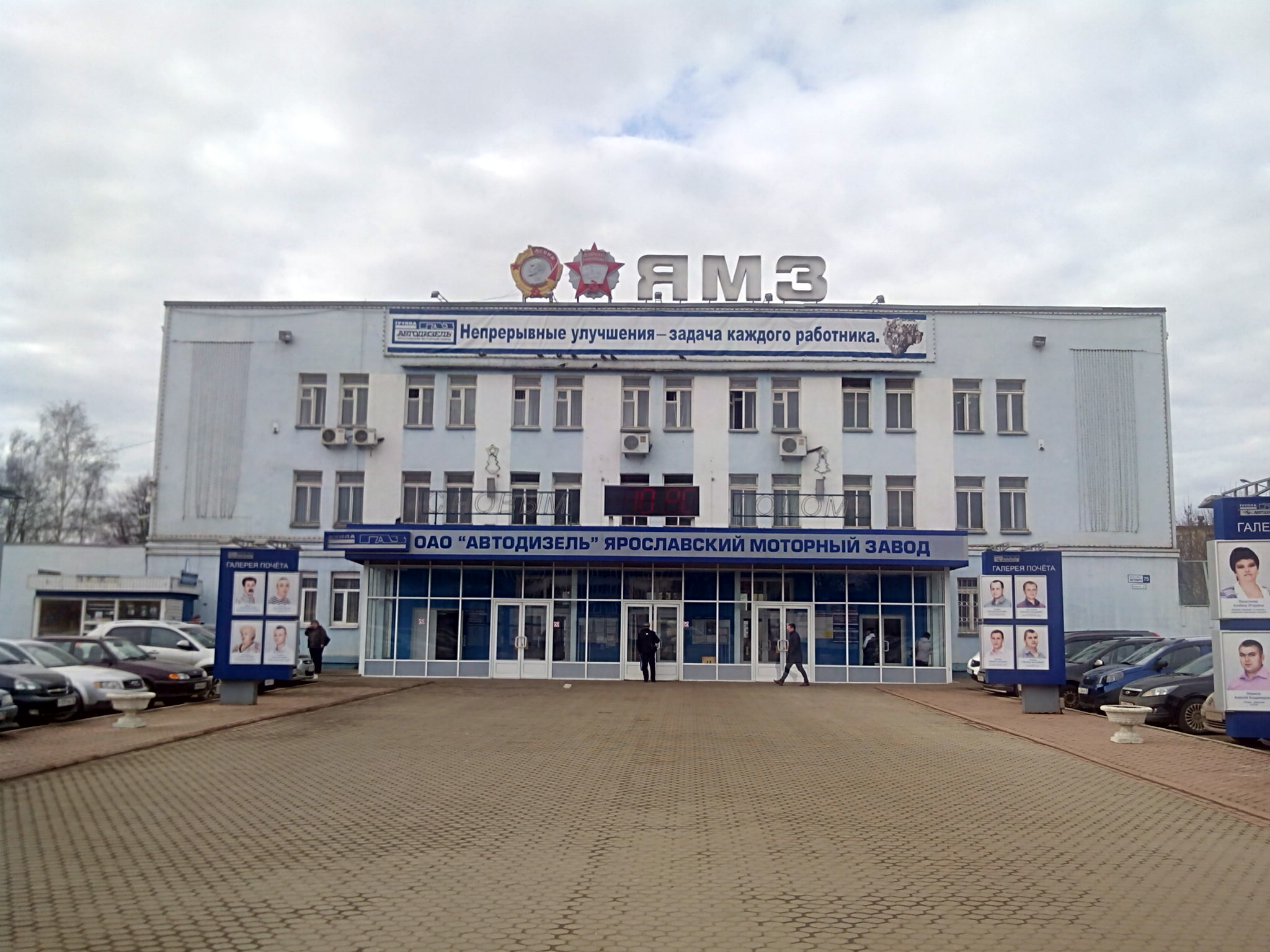
Haupteingang des Werks in Jaroslawl (2014)

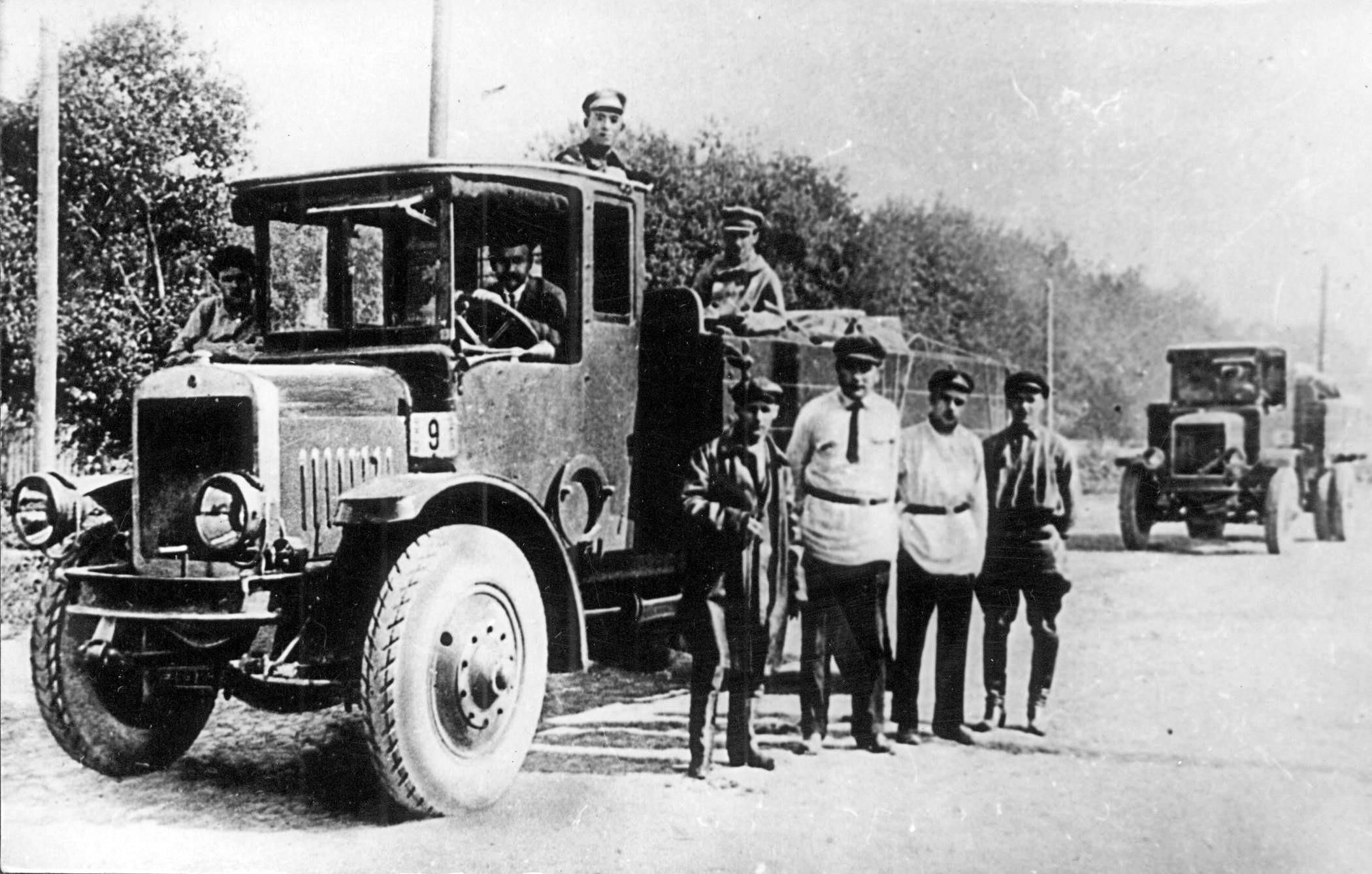
Ein Ja-3-Lastwagen (1926)

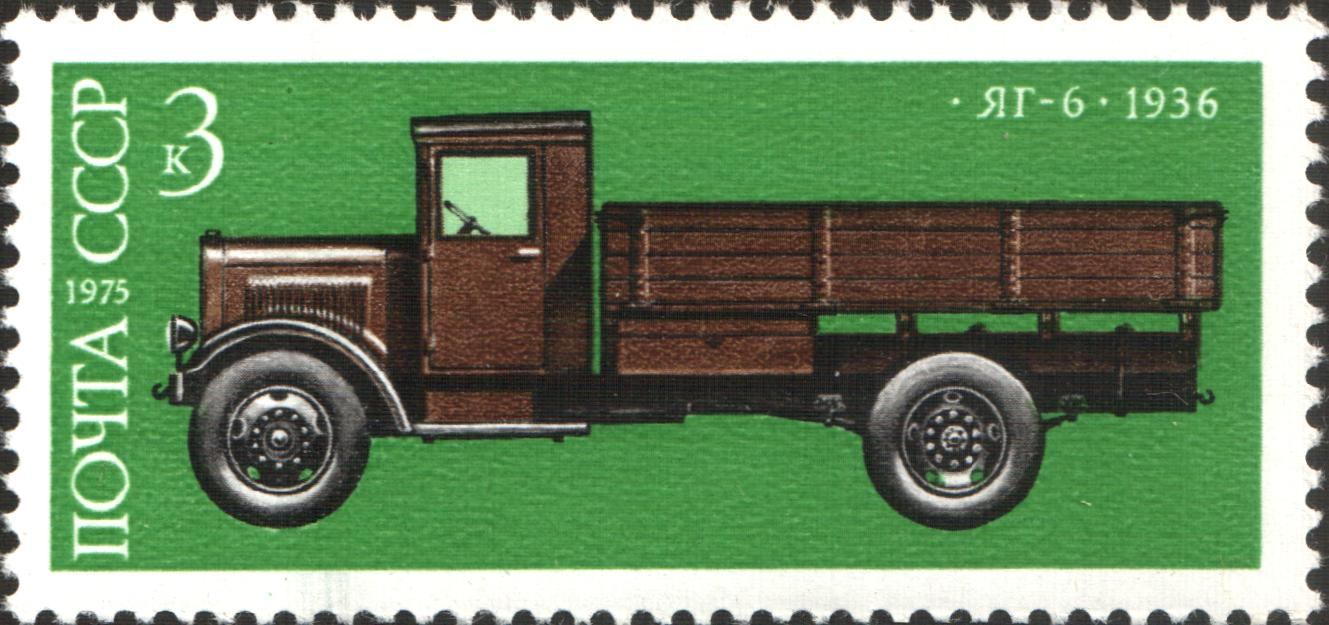
Ein JaG-6 von 1936 aus der Fertigung des Werks auf einer sowjetischen Briefmarke

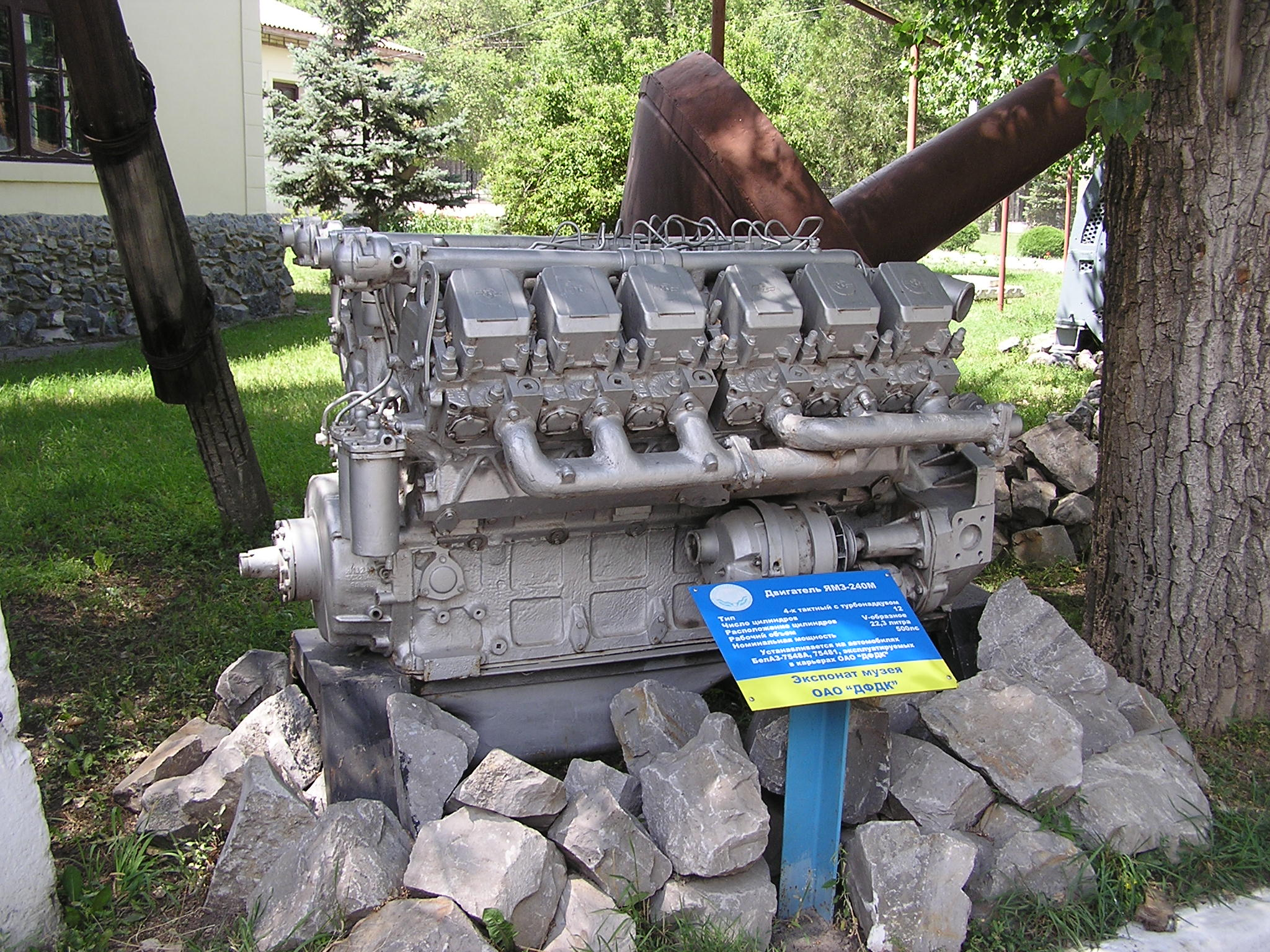
Ein JaMZ-240-Zwölfzylinder-Dieselmotor, der größere Bruder des bekannten JaMZ-238

Modell eines JaAZ-200 (2018)

Das Jaroslawski Motorny Sawod (JaMZ) (russisch Ярославский моторный завод (ЯМЗ), in Deutsch übersetzt Jaroslawler Motorenwerk, auch mit JaMS abgekürzt) ist ein russisches Motorenbauunternehmen mit Sitz in Jaroslawl. In seiner Geschichte fertigte das Werk zunächst Personenwagen und später, unter anderem als Jaroslawski Awtomobilny Sawod (JaAZ), Lastkraftwagen. Nach der Abgabe der Fahrzeugherstellung an KrAZ Ende der 1950er-Jahre wurde die Produktion auf Motoren beschränkt. Heute gehört das Werk zur GAZ-Gruppe.

## Geschichte
Wladimir Alexandrowitsch Lebedew gründete 1916 das Unternehmen als Aktiengesellschaft. Es stellte in Lizenz Automobile des britischen Herstellers Crossley Motors her. Der Markenname lautete Lebed, Abnehmer war überwiegend die russische Armee. 1917 endete die Pkw-Produktion.
Nach der Oktoberrevolution wurde das Werk in Perwy Gosudarstwenny Awtoremonty Sawod (russisch Первый государственный авторемонтный завод, abgekürzt 1-й ГАРЗ bzw. 1. GARZ, dt.: Erstes Staatliches Automobilreparaturwerk) umbenannt, der Name blieb bis 1926 bestehen.
1926 erfolgte die Umbenennung hin zu Jaroslawski Gosudarstwenny Awtomobilny Sawod (Kürzel ЯГАЗ bzw. JaGAZ, russisch Ярославский государственный автомобильный завод, dt.: Jaroslawler Staatliches Automobilwerk). In diesem Zuge spezialisierte sich der Betrieb auf die Produktion von Lastkraftwagen, deren Nutzlast im Bereich zwischen drei und sieben Tonnen lag. Eines der ersten Serienfahrzeuge war der Ja-3. Auf diesem Gebiet blieb das Unternehmen bis 1942 aktiv und baute unter anderem den schweren Prototyp JaG-12. Zwischenzeitlich, im Jahr 1933, wurde der Name in Jaroslawski Awtomobilny Sawod geändert. In den 1930er-Jahren wurden zudem Trolleybusse gefertigt. Zunächst wurden wie beim LK-1 Teile an andere Werke zugeliefert, ab 1936 wurde mit Modellen wie dem JaTB-1 eine eigene Produktion aufgebaut.
Ab 1943 wurde kriegsbedingt auf die Fertigung von Artilleriegerät umgestellt, die erst 1947 beendet wurde. Noch während des Zweiten Weltkriegs nahm das Werk die Planungen für neue Lastwagen wieder auf und produzierte ab 1945 solche auch, bis 1959 wurde die Fertigung jedoch an andere Automobilwerke abgegeben.
Im Jahr 1947 begann die Produktion von Zweitakt-Dieselmotoren. Von Bedeutung waren die Modelle JaAZ-204 (Vierzylindermotor) sowie JaAZ-206 (Sechszylindermotor), die metrische Kopien von Detroit-Diesel-Motoren waren und in diversen sowjetischen Lastwagen bis weit in die 1960er-Jahre hinein verwendet wurden. Motoren der Baureihe 71 von Detroit Diesel waren im Zuge des Lend-Lease-Acts im Zweiten Weltkrieg in größeren Stückzahlen in die Sowjetunion gekommen. 1961 wurde zunächst parallel mit der Produktion von Viertaktmotoren begonnen. Seitdem werden die Motoren JaMZ-236 (V6), JaMZ-238 (V8) und JaMZ-240 (V12) produziert. Die Motoren für die KAMAZ-Lkw wurden von JaMZ entwickelt und dann bei KAMAZ produziert. 
1971 wurde das Unternehmen mit mindestens vier weiteren Unternehmen zusammengeschlossen und trat ab diesem Zeitpunkt unter dem Namen „Awtodiesel“ auf. Dieser Verband wurde zum Marktführer für Dieselmotoren innerhalb der Sowjetunion. Nach dem Zerfall der Sowjetunion arbeitete das Werk ab 1993 selbstständig unter der Bezeichnung „ОАО Awtodiesel“ (JaAZ) weiter. Dieser Name wurde bis zur Übernahme durch die GAZ-Gruppe im Jahre 2001 beibehalten. Seitdem werden die Produkte unter dem Markennamen Jaroslawski Motorny Sawod (JaMZ) und dem Beinamen Awtodiesel vermarktet.

## Historische Fahrzeugproduktion

### Personenwagen
Für den Antrieb der Fahrzeuge sorgte ein Vierzylindermotor mit 4490 cm³ Hubraum und 30 PS Leistung. Der Radstand betrug 342,9 cm. Die Höchstgeschwindigkeit war mit 70 km/h angegeben. Die Fahrzeuge boten in ihren offenen Tourenwagenkarosserien Platz für sechs Personen.

### Nutzfahrzeuge
Die ersten Nutzfahrzeuge basierten auf einem Entwurf von Fiat. Dabei handelte es sich möglicherweise um das 5-Tonnen-Modell, dessen Motor über 7400 cm³ Hubraum verfügte. Außerdem entstand das Modell A als Lizenzversion des Crossley RFC. In den 1920er-Jahren fertigte das Werk Lastwagen wie den Ja-3 und mit dem Ja-6 auch einen Bus. In den 1930er-Jahren folgten zunehmend schwerere Lkw wie der JaG-6. In dieser Zeit firmierte das Werk als Jaroslawski Gosudarstwnenny Awtomobilny Sawod (deutsch Staatliches Jaroslawler Automobilwerk).
Nach dem Zweiten Weltkrieg wurde rund um den JaAZ-210 eine neue Lastwagengeneration entworfen. Diese enthielt unter anderem auch ein Modell mit Allradantrieb, den JaAZ-214. Außerdem entstanden verschiedene Prototypen, darunter der JaAZ-218. Dabei handelte es sich um einen Dreiseitkipper, der auch mit Kippanhängern betrieben werden konnte und über eine Nutzlast von zehn Tonnen verfügte. Das je nach Quelle 1954 oder 1957 vorgestellte Fahrzeug ging jedoch nie in die Serienproduktion.
Weiterhin gab es noch den JaAZ-219, der ursprünglich auf dem Fahrgestell des JaAZ-210 aufgebaut wurde, aber Motor und Fahrerhaus des JaAZ-214 verwendet. Entwickelt bei JaAZ, wurde er zunächst ab 1957 zwei Jahre in Jaroslawl und anschließend bei KrAZ unter der Bezeichnung KrAZ-219 gefertigt. Unter der Bezeichnung JaAZ-221 wurde eine Zugmaschine für schwere Auflieger entwickelt, als JaAZ-222 die Ausführung als Muldenkipper bezeichnet. Auch diese Lkw gingen 1957 bei JaAZ in Serie und wurden ab 1959 als KrAZ-221 und KrAZ-222 bei KrAZ gefertigt. Sie erhielten aber weiterhin Motoren von JaAZ bzw. JaMZ.
Neben der Reihe schwerer Lastwagen um den JaAZ-210 entwickelte das Werk bereits gegen Ende des Zweiten Weltkriegs den leichteren JaAZ-200, dessen Produktion jedoch schon 1951 an das Minski Awtomobilny Sawod abgetreten wurde. Hier wurden die Lkw als MAZ-200 beziehungsweise MAZ-205 (die Version als Kipper, zuvor als JaAZ-205 bezeichnet) bis 1965 fortgeführt. Auch hier wurden Motoren von JaMZ verwendet, ebenso wie bei den nachfolgenden Generationen der Lastwagen bis in die Gegenwart.
Im Jahr 1959 endete die Fahrzeugproduktion in Jaroslawl endgültig. Die nachfolgende Modellliste bemüht sich um Vollständigkeit, kann jedoch vereinzelt lückenhaft sein. In Klammern findet sich immer das erste Baujahr, soweit bekannt.

#### Vorkriegsmodelle

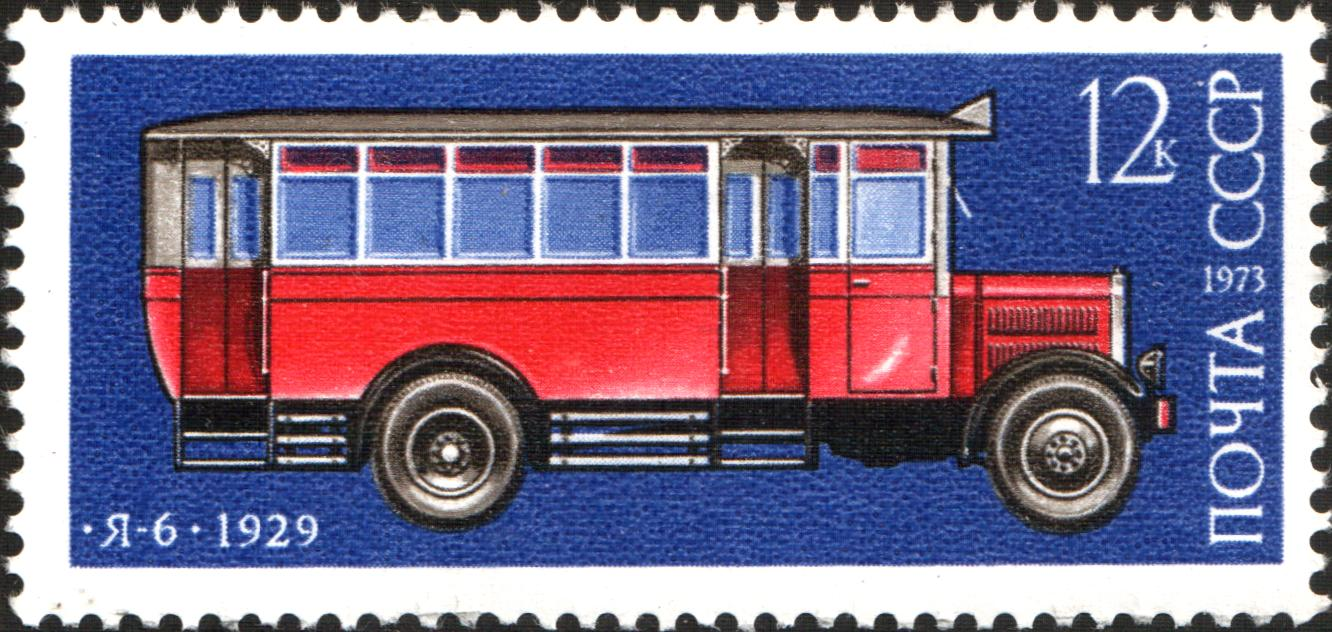
Omnibus Ja-6 auf einer sowjetischen Briefmarke

Modell eines Dreiachsers JaG-10

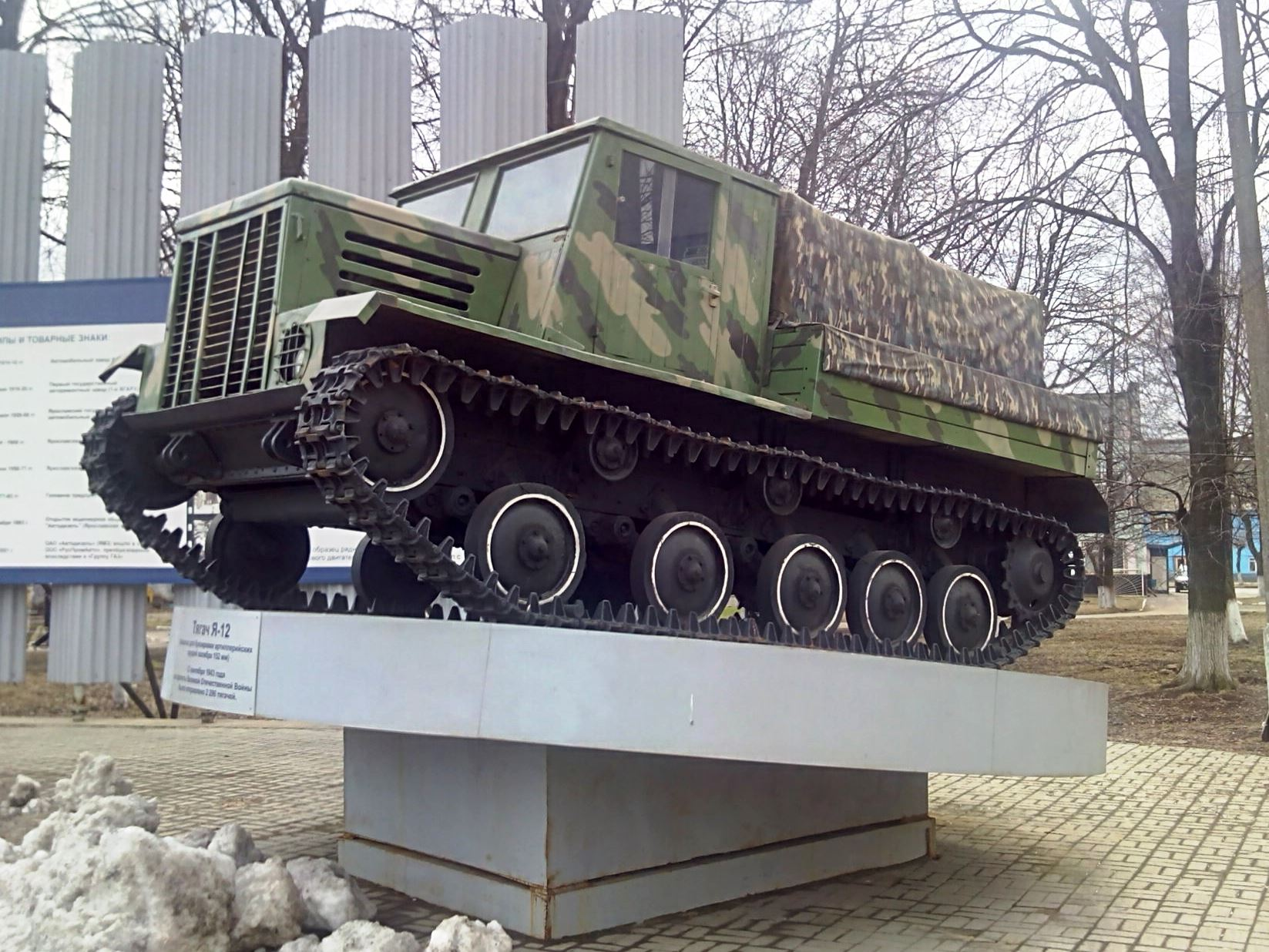
Artilleriezugmaschine Ja-12 als Denkmal (2014)

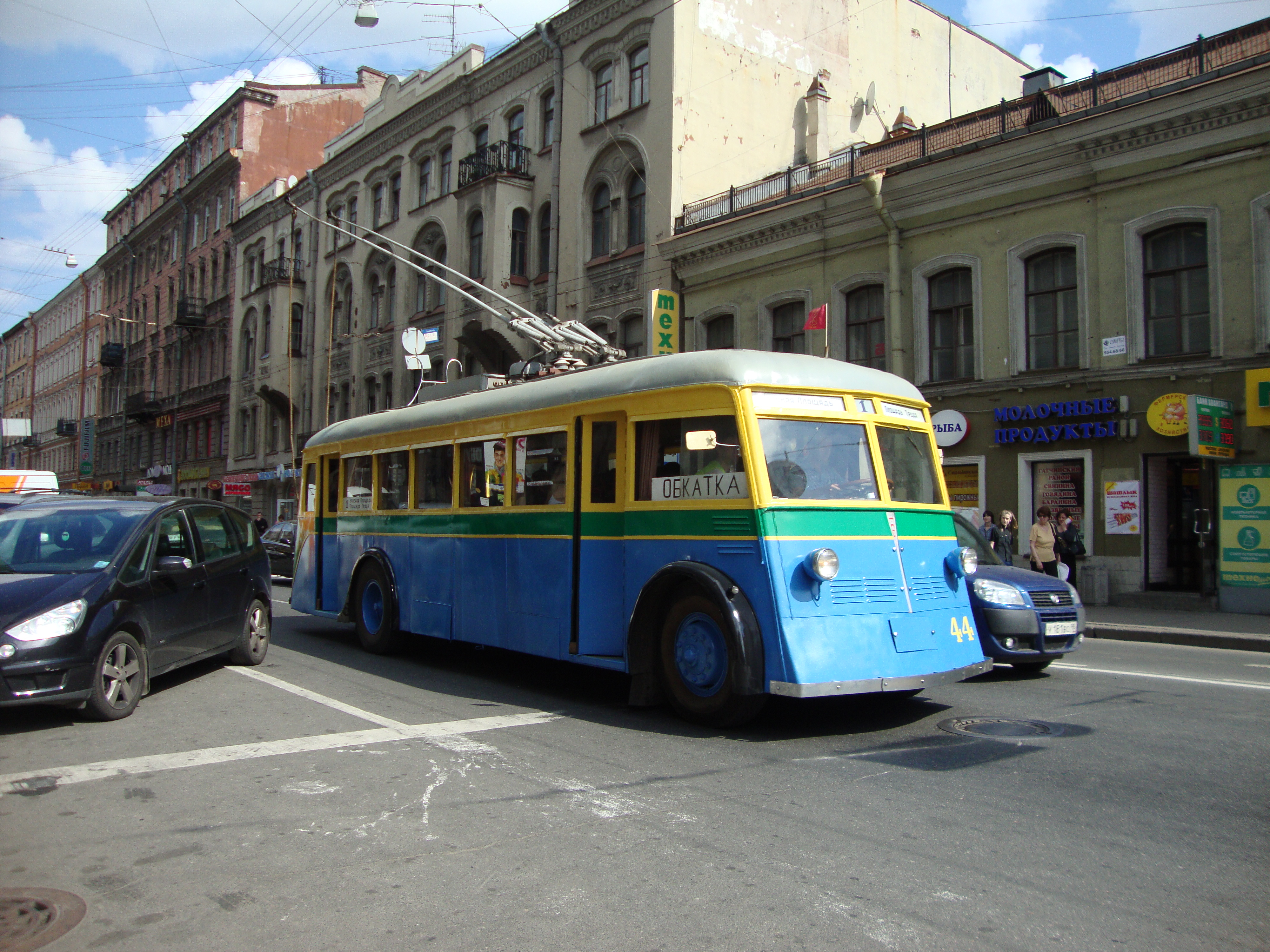
Restaurierter Trolleybus JaTB-1 (2010)

| Bezeichnung Ja-: - Ja-3: Lkw, Zweiachser (1925) - Ja-4: Lkw, Zweiachser (1928) - Ja-5: Lkw, Zweiachser (1929) - Ja-6: Omnibus, Zweiachser (1929) - Ja-7: Lkw, Zweiachser (Prototyp; 1931) - Ja-8: Lkw, Zweiachser (Prototyp; 1931) - Ja-9: Lkw, Dreiachser (Prototyp; 1933) - Ja-11: Artilleriezugmaschine, Version des Ja-12 (um 1942) - Ja-12: Artilleriezugmaschine (1943) - Ja-13: Artilleriezugmaschine, Version des Ja-12 (1944) - Ja-14: Lkw, Zweiachser (Prototyp des JaAZ-200, 1941) | Bezeichnung JaG-: - JaG-3: Lkw, Zweiachser (1932) - JaG-4: Lkw, Zweiachser (1934) - JaG-5: Lkw, Zweiachser, Exportausführung des JaG-4 (1934) - JaG-6: Lkw, Zweiachser (1936) - JaG-7: Lkw, Zweiachser (Prototyp, 1939) - JaG-7A: Omnibus, Zweiachser, basiert auf JaG-7 (Prototyp, 1939) - JaG-8: Lkw, Zweiachser, Dieselversion des JaG-7 (Prototyp, 1939) - JaG-9: Lkw, Zweiachser, Dieselversion des JaG-7 (Prototyp, 194?) - JaG-10: Lkw, Dreiachser (1931/32) - JaG-12: Lkw, Vierachser (Prototyp, 1932) |

Andere Bezeichnungen:
- JaS-1: Kipper auf JaG-4, Zweiachser (1934)
- JaS-3: Kipper auf JaG-6, Zweiachser (1936)
- JaS-4: Kipper auf JaG-7, Zweiachser (Prototyp, 1939)
- JaTB-1: Trolleybus (1936)
- JaTB-2: Trolleybus (1937)
- JaTB-3: doppelstöckiger Trolleybus (1938)
- JaTB-4: Trolleybus (1938)
- JaTB-5: Trolleybus (1940)
- JaSP: Halbkettenfahrzeug auf Basis des Ja-5 (1934)
- JaA-2: Omnibus auf Basis JaG-10 (Prototyp, 1934)

#### Nachkriegsmodelle
Nach dem Krieg wurden in Jaroslawl nur noch Lastwagen in Serie gebaut.
| Zweiachser: - JaAZ-200: später MAZ-200, Pritschenwagen (1947) - JaAZ-200W: später MAZ-200W, Zugmaschine (1950) - JaAZ-205: später MAZ-205, Kipper (1947) | Dreiachser: - JaAZ-210: diverse Bauformen (1951) - JaAZ-214: später KrAZ-214, mit Allrad (1951) - JaAZ-218: Dreiseitkipper (Prototyp, 1957) - JaAZ-219: später KrAZ-219, Pritschenwagen (1957) - JaAZ-221: später KrAZ-221, Sattelzugmaschine (1957) - JaAZ-222: später KrAZ-222, Kipper (1957) - JaAZ-226: nur Projekt, nie gefertigt, lediglich Zeichnungen (195?) |

## Aktuelle Produktpalette

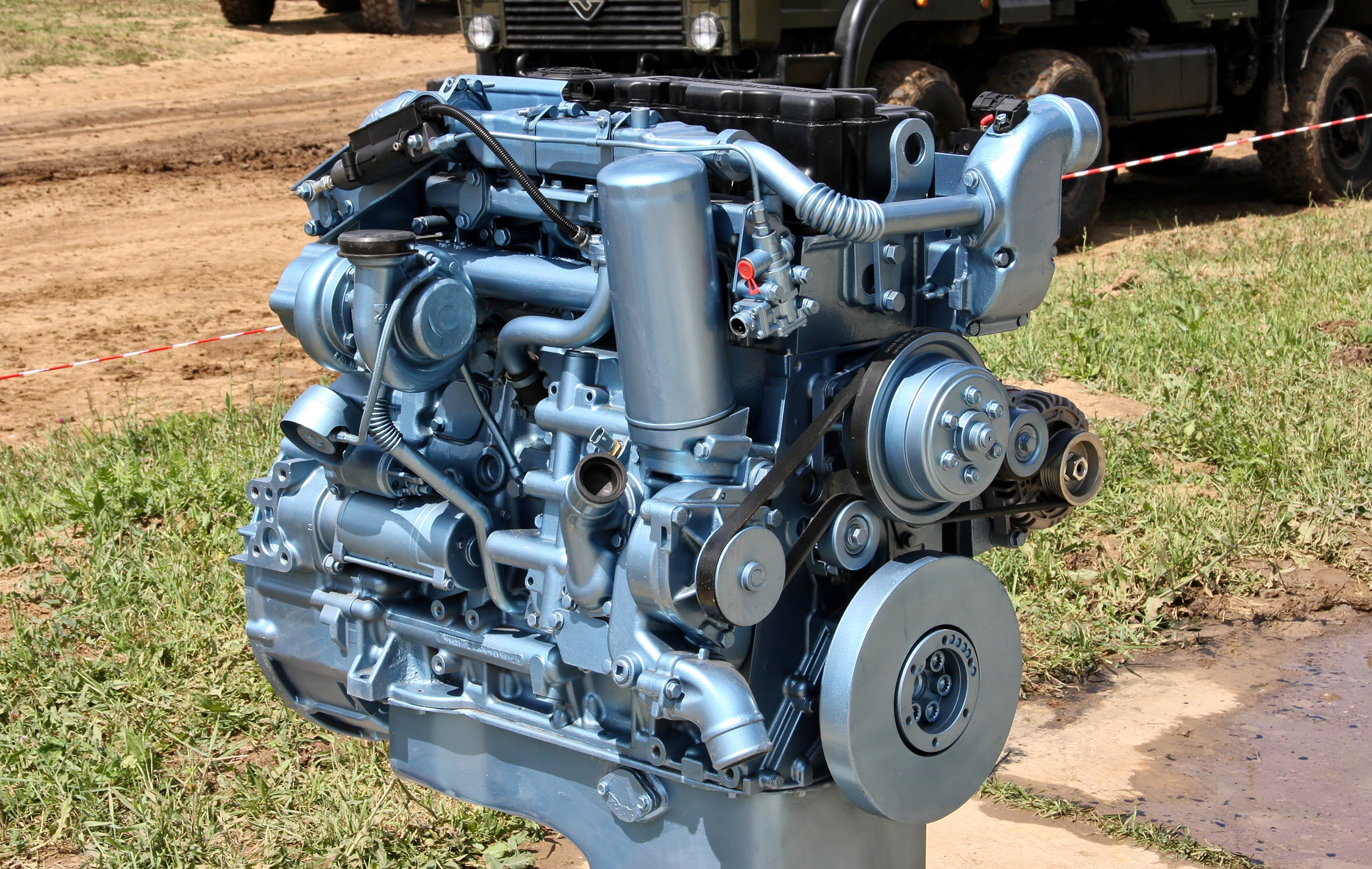
Ein JaMZ-534-Vierzylinder-Dieselmotor aus der aktuellen Fertigung des Werks (2011)

JaMZ fertigt heute nur noch Dieselmotoren sowie Getriebe und Kupplungen, vornehmlich für den Lkw-Bereich. Die nachfolgende Liste bezieht sich auf den Stand vom April 2019.
- JaMZ-530-Dieselmotoren: Vier- und Sechszylinder-Dieselmotoren mit Hubräumen von 4,43 bzw. 6,65 Litern (Bohrung × Hub = 105 × 128 mm) und Leistungen von 120 bis 330 PS bei Abgasnorm EURO-4 und EURO-5. Etwa 400 unterschiedliche Modelle und Modifikationen werden angeboten.
- JaMZ-650-Dieselmotoren: Schwere Sechszylinder-Reihenmotoren mit 11,12 l Hubraum (Bohrung × Hub = 123 × 156 mm) bei Leistungen von 286 bis 412 PS sowie Abgasnorm EURO-3, EURO-4 und EURO-5. Zehn unterschiedliche Versionen werden gebaut.
- JaMZ-2XX-Dieselmotoren: JaMZ-236 (V6 mit 11,15 l Hubraum), JaMZ-238 (V8 mit 14,86 l Hubraum) und JaMZ-240 (V12 mit 22,3 l Hubraum), alle Bohrung × Hub = 130 × 140 mm. Seit 1961 gebaute Motorenfamilie, heute mit Abgasnormen bis EURO-5, Leistungen von 150 bis 500 PS.
- V12-Dieselmotoren: 25,86 l Hubraum (Bohrung × Hub = 140 × 140 mm) mit 440 bis 800 PS, fünf unterschiedliche Modelle werden gefertigt.
- Getriebe mit fünf, acht oder neun Vorwärtsgängen, zwei Produktfamilien mit etwa 60 unterschiedlichen Variationen.
- Dieselgeneratoren mit Leistungen von 60 bis 315 kW
- Kupplungen: Zwei unterschiedliche Typen in insgesamt 20 Ausführungen.
- Etwa 1900 unterschiedliche Ersatzteile für Produkte aus der Unternehmensgeschichte.
- Mercedes-Benz OM 646-Motoren für den seit 2013 bei GAZ gebauten Mercedes-Benz Sprinter „Klassik“ (Mercedes-Benz T1N für den russischen Markt).[10]